# 아티야 준군
미분기하학에서 아티야 준군(Atiyah準群, 영어: Atiyah groupoid)은 매끄러운 주다발에 대하여 표준적으로 대응되는 리 준군이다. 그 리 준대수를 아티야 리 준대수(Atiyah Lie準代數, 영어: Atiyah Lie groupoid)라고 한다.

## 정의
다음 데이터가 주어졌다고 하자.
- 매끄러운 다양체 {\displaystyle M}
- 리 군 {\displaystyle G}. 그 리 대수를 {\displaystyle {\mathfrak {lie}}(G)={\mathfrak {g}}}라고 표기하자.
- 매끄러운 주다발 {\displaystyle G\hookrightarrow P\,{\overset {\pi }{\twoheadrightarrow }}\,M}

그렇다면, 이에 대응되는 아티야 준군 {\displaystyle \operatorname {At} (P)}은 다음과 같은 리 준군이다.
- 대상의 매끄러운 다양체는 {\displaystyle \operatorname {Ob} (\operatorname {At} (P))=M}이다.
- 사상의 매끄러운 다양체는 {\displaystyle \operatorname {Mor} (\operatorname {At} (P))=(P\times P)/G=P\times P/((p,q)\sim (p\cdot g,q\cdot g)\forall g\in G)}이다. 여기서 {\displaystyle G}의 오른쪽 군 작용은 {\displaystyle P\times P} 위에 성분별로 작용한다.
- 정의역과 공역 사상 {\displaystyle \operatorname {Mor} (\operatorname {At} (P))\rightrightarrows \operatorname {Ob} (\operatorname {At} (P))}는 {\displaystyle (P\times P)/G}의 두 사영 사상 {\displaystyle \operatorname {proj} _{1},\operatorname {proj} _{2}\colon (P\times P)/G\to P/G=M}으로 주어진다.
- 사상의 합성은 자명하게 {\displaystyle (q,r)\cdot G\circ (p,q)\cdot G=(p,r)\cdot G}로 주어진다.
- 항등원 사상 {\displaystyle \operatorname {Ob} (\operatorname {At} (P))\to \operatorname {Mor} (\operatorname {At} (P))}은 대각 사상 {\displaystyle x\mapsto (p,p)\cdot G} ({\displaystyle p\in \pi ^{-1}(x)})으로 주어진다.

이에 대응하는 리 준대수를 아티야 리 준대수라고 한다.

### 아티야 리 준대수의 직접적 정의
아티야 리 준대수는 보다 구체적으로 다음과 같이 정의될 수 있다.
{\displaystyle \pi \colon P\twoheadrightarrow M}의 미분
{\displaystyle \mathrm {d} \pi \in \Omega ^{1}(P;\pi ^{*}\mathrm {T} M)}
을 생각하자. 이는 다음과 같은 {\displaystyle P} 위의 벡터 다발들의 짧은 완전열을 정의한다.
{\displaystyle P\times 0\to \mathrm {V} P=P\times {\mathfrak {g}}\to \mathrm {T} P\,{\overset {\mathrm {d} \pi }{\to }}\,\pi ^{*}\mathrm {T} M\to P\times 0}
여기서 수직 벡터 다발 {\displaystyle \mathrm {V} P}은 {\displaystyle P}가 주다발이므로 자명한 벡터 다발이다.
이 위의 각 항의 전체 공간은 {\displaystyle G}의 오른쪽 군 작용을 가지며, 이에 대한 몫공간을 취하면 다음과 같은 가환 그림을 얻는다.
{\displaystyle {\begin{matrix}P\times 0&\to &P\times {\mathfrak {g}}&\to &\mathrm {T} P&{\overset {\mathrm {d} \pi }{\to }}&\pi ^{*}\mathrm {T} M&\to &P\times 0\\{\scriptstyle \pi }\downarrow {\color {White}\scriptstyle \pi }&&\downarrow &&\downarrow &&\downarrow &&{\color {White}\scriptstyle \pi }\downarrow {\scriptstyle \pi }\\M\times 0&\to &\operatorname {ad} (P)&\to &{\dfrac {\mathrm {T} P}{G}}&\to &\mathrm {T} M&\to &M\times 0\end{matrix}}}
여기서
- 연관 벡터 다발 {\displaystyle \operatorname {ad} (P)=P\times _{G}{\mathfrak {g}}\twoheadrightarrow M}은 무한소 게이지 변환의 벡터 다발이며, 그 매끄러운 단면은 무한소 게이지 변환이다.
- {\displaystyle \operatorname {at} (P)=(\mathrm {T} P)/G\twoheadrightarrow M}의 매끄러운 단면 {\displaystyle X\in \Gamma ^{\infty }(M;(\mathrm {T} P)/G)}은 {\displaystyle P} 위의 벡터장 {\displaystyle {\tilde {X}}\in \Gamma ^{\infty }(\mathrm {T} P)=\operatorname {Vect} (P)} 가운데, {\displaystyle G}의 작용에 대하여 불변인 것이다. 즉, 다음 가환 그림이 성립한다.
{\displaystyle {\begin{matrix}P&{\overset {\tilde {X}}{\to }}&\mathrm {T} P\\{\scriptstyle \pi }\downarrow {\color {White}\scriptstyle \pi }&&\downarrow \\M&{\underset {X}{\to }}&{\dfrac {\mathrm {T} P}{G}}\end{matrix}}}
  - {\displaystyle M}-벡터 다발 사상 {\displaystyle \operatorname {at} (P)\twoheadrightarrow \mathrm {T} M}의 오른쪽 역사상의 데이터는 {\displaystyle P} 위의 주접속의 데이터와 동치이다.

이에 따라, {\displaystyle \operatorname {at} (P)}는 다음과 같이 {\displaystyle M} 위의 리 준대수의 구조를 갖는다.
- 닻 {\displaystyle \operatorname {at} (P)\to \mathrm {T} M}은 위 가환 그림에 등장하는 {\displaystyle M}-벡터 다발 사상이다.
- {\displaystyle \operatorname {at} (P)}의 단면 공간 {\displaystyle \Gamma ^{\infty }(M;\operatorname {at} (P))}위의 리 괄호는 포함 사상 {\displaystyle \Gamma ^{\infty }(M;\operatorname {at} (P))\hookrightarrow \operatorname {Vect} (P)}에 의하여 {\displaystyle \operatorname {Vect} (P)}의 리 미분의 제한으로 정의된다.

이를 매끄러운 주다발 {\displaystyle \pi \colon P\twoheadrightarrow M}의 아티야 리 준대수라고 한다.

## 역사
마이클 아티야가 도입하였다.